# Pietro Tabor
Pietro Tabor (Torino, 13 marzo 1919 – Genova, 29 luglio 1944) è stato un calciatore italiano, di ruolo terzino destro.
Muore nel luglio 1944 all'età di 25 anni a seguito di un bombardamento aereo compiuto su Genova.

## Carriera
Cresciuto nelle giovanili della Juventus, senza riuscire ad approdare in prima squadra, passa nel 1938 alla Lucchese, con cui disputa da titolare il torneo di Serie A 1938-1939, che i toscani, chiudono all'ultimo posto.
A fine stagione passa al Livorno, compagine anch'essa appena retrocessa in B, con la quale ottiene l'immediato ritorno in massima serie, quindi si trasferisce al Bari, dove non è titolare (9 presenze in campionato) e dove colleziona un altro ultimo posto in Serie A.
Tabor resta comunque in massima serie, acquistato nell'estate 1942 dal Liguria, con cui disputa due campionati di massima serie da titolare. Nella seconda stagione chiude per la terza il campionato all'ultimo posto, pur realizzando le sue uniche 5 reti in massima serie, fra cui una, su calcio di rigore, in un derby contro il Genoa, risultando il secondo marcatore stagionale dei rossoneri alle spalle di Ernani D'Alconzo. Durante l'interruzione bellica dei campionati nazionali ufficiali, disputa con la maglia del Liguria anche il Campionato Alta Italia 1944, in cui totalizza 15 presenze.
In carriera ha totalizzato complessivamente 96 presenze e 5 reti in Serie A, e 32 presenze in Serie B.

## Palmarès

### Club

#### Competizioni nazionali
- Coppa Italia: 1

Juventus: 1937-1938